# Flussio
Flussio is een gemeente in de Italiaanse provincie Oristano (regio Sardinië) en telt 492 inwoners (31-12-2004). De oppervlakte bedraagt 6,9 km², de bevolkingsdichtheid is 71 inwoners per km².

## Demografie
Flussio telt ongeveer 204 huishoudens. Het aantal inwoners daalde in de periode 1991-2001 met 6,8% volgens cijfers uit de tienjaarlijkse volkstellingen van ISTAT.
| Jaar | Inwoneraantal |
| ---- | ------------- |
| 1991 | 533           |
| 2001 | 497           |

## Geografie
De gemeente ligt op ongeveer 305 m boven zeeniveau.
Flussio grenst aan de volgende gemeenten: Magomadas, Modolo, Sagama, Scano di Montiferro (OR), Sennariolo (OR), Suni, Tinnura, Tresnuraghes (OR).